# Международна асоциация по история на психоанализата
Международна асоциация по история на психоанализата (на френски: Association internationale d'histoire de la psychanalyse) е дружество, създадено от Ален дьо Мижола през 1986 г.
То обединява историци на психоанализата. Организират се семинари по теми и се публикуват в журнал.
Нейният сегашен президент е професор Софи Мижола-Мелър.